# Durazzano
Durazzano é uma comuna italiana da região da Campania, província de Benevento, com cerca de 2.070 habitantes. Estende-se por uma área de 13 km², tendo uma densidade populacional de 159 hab/km². Faz fronteira com Cervino (CE), Sant'Agata de' Goti, Santa Maria a Vico (CE), Valle di Maddaloni (CE).

## Demografia
| Variação demográfica do município entre 1861 e 2011                               |
|                                                                                   |
| Fonte: Istituto Nazionale di Statistica (ISTAT) - Elaboração gráfica da Wikipedia |